# Lisa Eder
Lisa Eder (St. Johann in Tirol, 12 de agosto de 2001) es una deportista austríaca que compite en salto en esquí.
Ganó una medalla de plata en el Campeonato Mundial de Esquí Nórdico de 2025, en la prueba de trampolín normal por equipo. Participó en los Juegos Olímpicos de Pekín 2022, ocupando el quinto lugar en la prueba de equipo.

## Palmarés internacional
| Campeonato Mundial | Campeonato Mundial  | Campeonato Mundial | Campeonato Mundial |
| Año                | Lugar               | Medalla            | Prueba             |
| ------------------ | ------------------- | ------------------ | ------------------ |
| 2025               | Trondheim (Noruega) | Medalla de plata   | TN por equipo      |